# Ecnomus dadi
Ecnomus dadi là một loài Trichoptera trong họ Ecnomidae. Chúng phân bố ở miền Australasia.